# Avventure del West
Avventure del West è stata una collana editoriale di serie a fumetti di genere western edita in Italia dalle Edizioni Audace negli anni cinquanta.

## Storia editoriale
Venne pubblicata dal 1954 al 1960 per 132 numeri divisi in 10 serie. Nella collana vennero ristampate serie a fumetti già pubblicate in altre collane dello stesso editore come Arco, Zenit, Tex, Kocis e Fiamma, scritte da Giovanni Luigi Bonelli, Andrea Lavezzolo e Roy D'Amy e disegnate da Giovanni Benvenuti, Rinaldo D'Ami, Mario Uggeri, Pietro Gamba, Dino Battaglia, EsseGesse, Renzo Calegari e Francesco Gamba.

## Elenco
|    | Serie         | Titoli                                      | Testi                                | Disegni                         | Numero di albi | Inizio            | Fine             |
| -- | ------------- | ------------------------------------------- | ------------------------------------ | ------------------------------- | -------------- | ----------------- | ---------------- |
| 1  | I tre Bill    | I tre Bill                                  | Gian Luigi Bonelli                   | Roy D'Amy, Giovanni Benvenuti   | 9              | 1 aprile 1954     | 1 agosto 1954    |
| 2  | Gordon Jim    | Gordon Jim                                  | Roy D'Amy                            | Roy D'Amy                       | 6              | 15 settembre 1954 | 1 dicembre 1954  |
| 3  | Mani in alto! | Mani in alto!                               | Roy D'Amy                            | Roy D'Amy                       | 21             | 1 aprile 1955     | 15 gennaio 1956) |
| 4  | Rossa         | Rio Kid e Yuma Kid                          | Gian Luigi Bonelli                   | Mario Uggeri, Roy D'Amy         | 9              | 1 febbraio 1956   | 1 giugno 1956    |
| 5  | Verde         | Za La Mort                                  | Gian Luigi Bonelli                   | Pietro Gamba                    | 12             | 15 giugno 1956    | 1 dicembre 1956  |
| 6  | Gialla        | Il sergente York                            | Roy D'Amy                            | Roy D'Amy                       | 15             | 15 dicembre 1956  | 15 luglio 1957   |
| 7  | Apache        | Il Cavaliere nero e Il ritorno dei tre Bill | Gian Luigi Bonelli                   | EsseGesse e Studio D'Ami        | 18             | 1 agosto 1957     | 26 aprile 1958   |
| 8  | Yuma          | El Kid e Cherry Brandy                      | Gian Luigi Bonelli e Roy D'Amy       | Renzo Calegari, Roy D'Amy       | 14             | 1 maggio 1958     | 15 novembre 1958 |
| 9  | Coyote        | La pattuglia dei bufali e Yado              | Roy D'Amy                            | Roy D'Amy                       | 14             | 22 novembre 1958  | 15 giugno 1959   |
| 10 | Bisonte       | Big Davy e Rocky Star                       | Gian Luigi Bonelli, Andrea Lavezzolo | Renzo Calegari, Francesco Gamba | 14             | 1 luglio 1959     | 15 gennaio 1960  |

## 8Note
1. 1 2   FFF - Testate, Collana AVVENTURE DEL WEST, su lfb.it. URL consultato il 28 marzo 2019.
2. 1 2   Guida Fumetto Italiano, su guidafumettoitaliano.com. URL consultato il 28 marzo 2019.